# Vitry-sur-Orne
Vitry-sur-Orne település Franciaországban, Moselle megyében. Lakosainak száma 2929 fő (2022. január 1.). Vitry-sur-Orne Amnéville, Clouange, Fameck, Gandrange, Ranguevaux, Rombas és Rosselange községekkel határos.

## Népesség
A település népessége az elmúlt években az alábbi módon változott:
| Lakosok száma | 2984 | 3010 | 3049 | 3019 | 3035 | 3021 | 3019 | 2975 | 2929 |
|               | 2013 | 2015 | 2016 | 2017 | 2018 | 2019 | 2020 | 2021 | 2022 |